# End of Our Days
End of Our Days – czwarty singel promocyjny pochodzący z dziesiątego albumu Archive zatytułowanego Restriction. Singel został wydany 7 września 2015 przez Dangervisit Records / PIAS Poland and Eastern Europe.

## Notowania
- Uwuemka: 19[3]
- Lista Przebojów Trójki: 7[4]